# Girella fimbriata
Girella fimbriata är en fiskart som först beskrevs av Mcculloch 1920.  Girella fimbriata ingår i släktet Girella och familjen Kyphosidae. Inga underarter finns listade i Catalogue of Life.